# 熊本市立一新幼稚園
熊本市立一新幼稚園（くまもとしりつ いっしんようちえん）は、熊本県熊本市中央区新町一丁目にある公立幼稚園。

## 沿革
- 1919年（大正12年） - 熊本藩の御客屋、維新後会輔堂、明治天皇行在所[1]、師範学校、一新小学校を経て一新幼稚園を設立
- 1955年（昭和26年） - 2年保育開始
- 1992年（平成4年） - 3年保育開始